# Grad Podčetrtek
Grad Podčetrtek (nemško Windischlandsberg) stoji v občini Podčetrtek.

## Zgodovina
Naselje Podčetrtek se prvič omenja že leta 1016, sam grad pa leta 1261 kot castrum Lansperch. V letih 1479-1490 je bil v rokah ogrske vojske. Leta 1515 je grad podlegel kmečkemu uporu. Grad so grofje Attemsi leta 1874 temeljito prenovili. V obdobju po drugi svetovni vojni je bil grad popolnoma izropan ter prepuščen propadanju. Na podlagi lidarskih posnetkov se jasno vidi, da je vrh hriba stal prvotni stari grad Podčetrtek in je današnji še stoječi zgrajen iz ruševin starega gradu.
V zadnji fazi druge svetovne vojne na slovenskih tleh je bilo od začetka decembra 1944 v velikih grajskih sobanah nastanjenih približno 2000 prisilno privedenih delavcev (v glavnem lokalno in okoliško civilno prebivalstvo), ki so v sklopu protiinvazijskega utrjevanja obsotelskega mejnega področja in gradnje fortifikacijskih sistemov izkopavali strelske jarke in skladiščne oz. stanovanjske bunkerske jame.